# Historia Norvegiæ
Historia Norvegiæ er en kort latinsk krønike om norsk historie, som blev skrevet af en ukendt norsk munk i slutningen af 1100-tallet.
Fortællingen var skrevet for udlændinge og ville være gået tabt, hvis ikke en kopi afskrevet i 1400-tallet var blevet fundet af P. A. Munch i Skotland i 1849. Værket var dedikeret til en engelsk magister Angellus. Værket er skrevet på "dårlig og affektert latin" ifølge brødrene Beyer., men det indeholder en del oplysninger, som ikke findes i andre værker, blandt andet at dronning Gunhild var datter af Gorm den Gamle, hvilket viser, at der fandtes norske traditioner, som islandske forfattere ikke kendte til.
En af kilderne, som den ukendte forfatter har benyttet, er Thjodolf den Hvinverske en norsk skjald, som tilhørte Harald Hårfagres hird, og skjaldens kvad Ynglingatal, som fremstår som en uafhængig version af det tilsvarende digt, som Snorre Sturlason gengiver i Heimskringla.
Historia Norvegiæ indeholder også en del unikke, etnografiske detaljer, blandt andet en beskrivelse af en samisk noaide og dennes magiske seance, et af de allertidligste vidnesbyrd om samernes eksistens og deres religion. Der står, at han har en tromme med tegninger af en søhest, rensdyr, snesko og en båd. Disse siges at være bindemiddel for shamanens sjæl.
Værket nævner også papar, det vil sige irske munke på Orkneyøerne og Island, noget som viser, at de blev husket i den nordlige tradition, selv om det ikke var uden legendariske tilføjelser. Teksten nævner også Skotlands urbefolkning piktere, ‘peti’, som boede på Orknøeyerne, da nordmændene kom dertil:
Disse lande var først beboet af piktere (Peti) og irske munke (Papae). Af disse, den ene race, pikterne, små mænd i størrelse, de gjorde underværker om morgenen og om aftenen ved at bygge [indhegnede] byer, men midt på dagen mistede de fuldstændig alle deres kræfter, og skjulte sig i frygt i deres små huse under jorden. Men på den tid [blev øerne] ikke kaldt Orchades, men Piktland (terra Petorum).
Det er den eneste skriftlige information fra middelalderen om pikterne og ‘Papar’ på de nordligste skotske øer. Det har sandsynligvis en kilde i den lokale tradition på øerne og vidner om, at de tidligere indbyggere fortsat blev husket i 1100-tallet.
Historia Norvegiæ opstiller:
- En kort krønike om Norge
- Genealogi for jarlerne på Orkneyøerne
- Genealogi for kongerne i Norge

Det vil sige, at værket begynder med en kort beskrivelse af Norge med Orknøeyerne, Færøerne og Island. Det giver et kort oprids af Norges historie fra Ynglingekongerne til Olav den Helliges ankomst til Norge. Resten har gået tabt.
Sammen med Ágrip af Nóregskonungasögum og Theodoricus Monachus' værk er Historia Norvegiæ et vigtigt sammendrag af norsk historie, måske et af de allerførste. Teksten blev antageligvis skrevet mellem 1160 og 1175. Det kan være skrevet af en nordmand, som opholdt sig i Danmark på kong Sverre Sigurdssons tid, eller af en nordmand i det østlige Norge. Teksten kan være taget med til Skotland i forbindelse med, at Norge havde flere diplomatiske ærinder i Skotland i slutningen af 1200-tallet, muligvis i forbindelse med at den Margaret af Skotland, der stammede fra Norge, var dronning i Skotland.
Efter at P. A. Munch udgav værket i 1850, er der kommet en kritisk version i 2003.

## Nye udgaver
- Historia Norvegiae Inger Ekrem, Lars Boje Mortensen (red.); Peter Fisher (oversætter). Museum Tusculanum Press, 2003. ISBN 87-7289-813-5 . Latinsk og engelsk tekst (engelsk)
- Norges historie. Historien om de gamle norske kongene. Historien om danenes ferd til Jerusalem. Oversat af Astrid Salvesen. Aschehoug, 1969. (Thorleif Dahls kulturbibliotek). Ny udgave 1990. ISBN 82-03-03388-1 . Bokmål (engelsk)
- Den eldste Noregs-historia; med tillegg: Meldingane frå Noreg hjå Adam af Bremen. Oversat fra latin ved Halvdan Koht. Samlaget, 1921 (Norrøne bokverk; 19). Ny utgåve 1950. Nynorsk (engelsk)